# Lycaena feildeni
Lycaena feildeni är en fjärilsart som beskrevs av Mclachlan 1878. Lycaena feildeni ingår i släktet Lycaena och familjen juvelvingar. Inga underarter finns listade i Catalogue of Life.